# UFC Fight Night: Gonzaga vs. Cro Cop 2
UFC Fight Night: Gonzaga vs. Cro Cop 2（ユーエフシー・ファイトナイト：ゴンザーガ・バーサス・クロコップ・ツー、別名UFC Fight Night 64）は、アメリカ合衆国の総合格闘技団体「UFC」の大会の一つ。2015年4月11日、ポーランド・マウォポルスカ県クラクフのクラクフ・アリーナで開催された。

## 大会概要
UFC初のポーランド開催となった本大会ではガブリエル・ゴンザーガとミルコ・クロコップによるヘビー級ワンマッチが組まれた。
CWFCライト級王者スティーヴィー・レイ、キャリア5戦全勝のマリーナ・モロズがUFCデビュー。

## 試合結果

### プレリミナリーカード
第1試合 フェザー級ワンマッチ 5分3R
○  タイラー・ラピルー vs.  ロッキー・リー ×
3R終了 判定3-0（30-27、30-27、30-27）
第2試合 ライト級ワンマッチ 5分3R
○  スティーヴィー・レイ vs.  マルチン・バンデル ×
2R 1:35 TKO（パウンド）
第3試合 女子ストロー級ワンマッチ 5分3R
○  アレクサンドラ・アルブ vs.  イザベラ・バドゥレク ×
2R 3:34 ギロチンチョーク
第4試合 ヘビー級ワンマッチ 5分3R
○  アンソニー・ハミルトン vs.  ダニエル・オミェランチェク ×
3R終了 判定3-0（29-28、29-28、29-27）
第5試合 フェザー級ワンマッチ 5分3R
○  ヤオツィン・メザ vs.  ダミアン・スタシアク ×
3R終了 判定3-0（30-27、29-28、29-28）
第6試合 ウェルター級ワンマッチ 5分3R
○  セルジオ・モラエス vs.  ミカエル・ルボー ×
3R終了 判定3-0（29-28、29-28、29-28）
第7試合 ミドル級ワンマッチ 5分3R
○  バートーズ・ファビンスキー vs.  ギャレス・マクリーラン ×
3R終了 判定3-0（30-27、30-27、30-27）
第8試合 ウェルター級ワンマッチ 5分3R
○  レオン・エドワーズ vs.  セス・バジンスキー ×
1R 0:08 KO（左ストレート→パウンド）

### メインカード
第9試合 女子ストロー級ワンマッチ 5分3R
○  マリーナ・モロズ vs.  ジョアン・コールダウッド ×
1R 1:30 腕ひしぎ十字固め
第10試合 ウェルター級ワンマッチ 5分3R
○  パヴェウ・パヴラク vs.  シェルドン・ウェストコット ×
3R終了 判定3-0（29-28、29-28、29-28）
第11試合 ライトヘビー級ワンマッチ 5分3R
○  ジミ・マヌワ vs.  ヤン・ブラホヴィッチ ×
3R終了 判定3-0（30-27、30-27、29-28）
第12試合 ヘビー級ワンマッチ 5分5R
○  ミルコ・クロコップ vs.  ガブリエル・ゴンザーガ ×
3R 3:30 TKO（パウンド）

### 各賞
ファイト・オブ・ザ・ナイト： ミルコ・クロコップ vs. ガブリエル・ゴンザーガ
パフォーマンス・オブ・ザ・ナイト： マーニャ・モロズ、レオン・エドワーズ
各選手にはボーナスとして5万ドルが授与されたされた。

### カード変更
負傷などによるカードの変更は以下の通り。
- ジェイソン・サッゴ → スティーヴィー・レイ（第2試合）

- ガサン・ウマラトフ → ミカエル・ルボー（第6試合）

- クシシュトフ・ヨトコ → バートーズ・ファビンスキー（第7試合）

- ペーター・ソボッタ vs. セルジオ・モラエス → ソボッタの負傷により中止

- クラウディア・ガデーリャ vs. アシュリン・デイリー → ガデーリャの負傷により中止